# كعبة زرادشت
كعبة زرادشت (بالفارسية: كعبه زردشت)
هو نصب تذكاري يمتد قدمه إلى العهد الإخميني، أي حوالي القرن الخامس قبل الميلاد، والنصب مبني على شكل برج في نقش رستم، وهي من الآثار العالمية المهمة، تقع في شمال غرب برسبوليس في إيران، ويعتبر هذا الصرح الغامض مثالا خالداً من أمثلة التصاميم المعمارية في العهد الإخميني.
يحتمل أن يكون إسمها الحالي (كعبة زرادشت) قد وضع لها في القرن الرابع عشر  حينما كانت المواقع الأثرية المرتبطة بفترة ما قبل الإسلام تحدد أسمائها من الأشكال أو الحوادث التي تعرض لها القرآن الكريم أو الشاهنامة.
ليس هناك شواهد تشير إلى أن هذا المعلم التاريخي كان مزاراً دينياً أو قبلة للحجاج في الديانة الزرادشتية.
وهذا البناء يشابه بناء آخر هو باسارغاد من حيث القدم التاريخي, وقد تردد الدارسون في تشخيص الباني فهو إما دارا الأول الذي يطلق عليه الفرس اسم داريوش الأول الذي حكم من 521 ق.م إلى 486 ق.م، أو من قبل أردشير الثالث الذي حكم من 425 ق.م إلى 338 ق.م، ولكن بناء باسارغاد كان أقدم بقليل، أي حوالي العشرات من السنين. وأما الحائط الذي يطوق البناء فهو يمتد إلى العهود الساسانية.

## الاسم الاصلي
عندما اكتشف الأوروبيون المبنى، كان اسمه المحلي كارنايخانة أو ناكارخانة اي غرفة الموسيقى ولكن الغريب عدم وجود الات موسيقة في داخل المبنى  ؛ اعتبره الأوروبيون موقعًا خاصًا لعبادة النار، حيث كان الجزء الداخلي من المبنى أسودًا بسبب الدخان، ولأنهم أخطأوا في اعتبار الزرادشتيين عبدة النار، فقد نسبوا المكان إليهم وأطلقوا عليه اسم معبد النار الزرادشتي . ونظرًا لأن شكل المبنى كان مكعبًا وأن الحجارة السوداء التي وُضعت على خلفية جدرانه البيضاء تشبه الحجر الأسود

## الشكل الظاهري
بُني هذا البرج المكعب بالأحجار الكلسية البيضاء، وهي مطوقة بأطواق حديدية بخلاف شقيقتها باسارغاد, ولم يُستعمل الملاط في البناء، أما جوانب البناية فعرض كل جانب منها 7.25 مترا، وارتفاع البناء 12.5 متراً, ويعلوه سقف هرمي بعض الشيء، وتحته قاعدة حجرية متشكلة من ثلاث درجات، وارتفاعها 1.5 متر.
وأما الملامح الخارجية فقد تم تزيين كل وجه من البناية بالنوافذ الكاذبة التي ثبتت قليلا بحجر الكلس الأسود. كما اشتمل المبنى على حجرة داخلية مربعة الشكل، وأبعادها هي 5.70 ارتفاعاً, و3.70 عرضاً, يؤدي إليها مدخل وعتبة مزينة للبناء ارتفعت إلى النصف الأعلى للبرج. والغرفة تؤدي إلى مجموعة المدرجات التي لم يبقَ منها إلا المدرج الأدنى.
وأما باب البناية فأبعاده هي 1.70 م عرضاً, و 1.90 م ارتفاعاً, وقد تشكلت مادته الأساسية من الحجارة الصلبة، ويظهر أن الباب كان مغلقاً بحزم، إلا أنه انمحى وضاع منذ تلك الفترة.

## الغرض من البناء

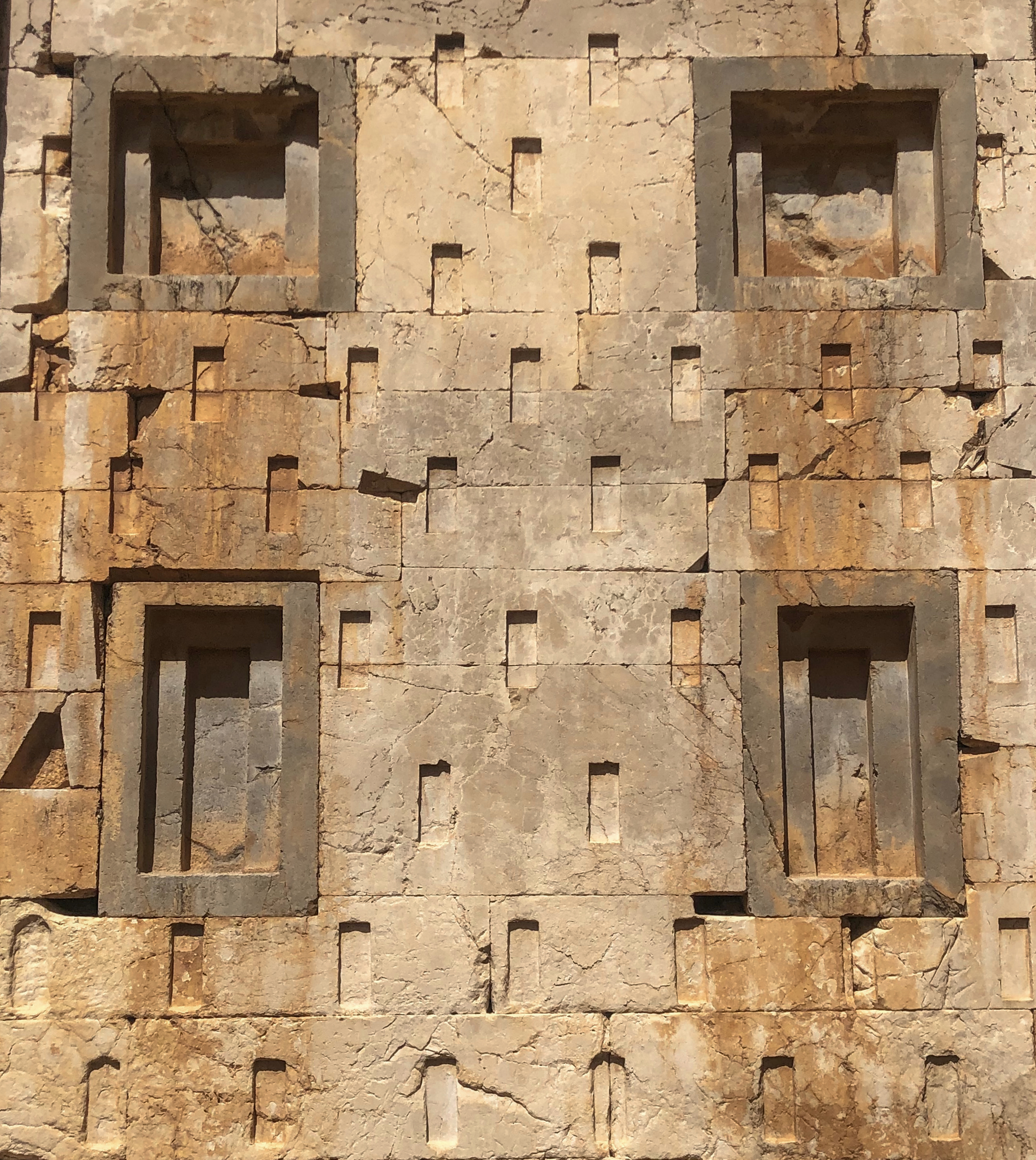
صورة مقربة لنوافذ كعبة زرادشت

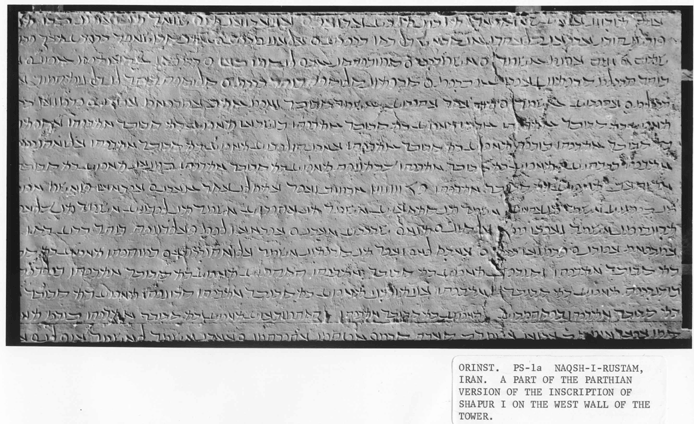
صورة لكتيبة كرتير وشابور.

لو راجعنا المصادر المختصة بمعابد النار في العصر الساساني يمكننا أن نستنتج بأن هذا البناء كان معبداً للنار، أو مكاناً لإقامة الطقوس للنار الخالدة التي كان المجوس يقدسونها، أو ربما كانت تُقام فيها احتفالات مقدسة لتخليد الأباطرة المدفونين على بعد أمتار من هذا البناء.

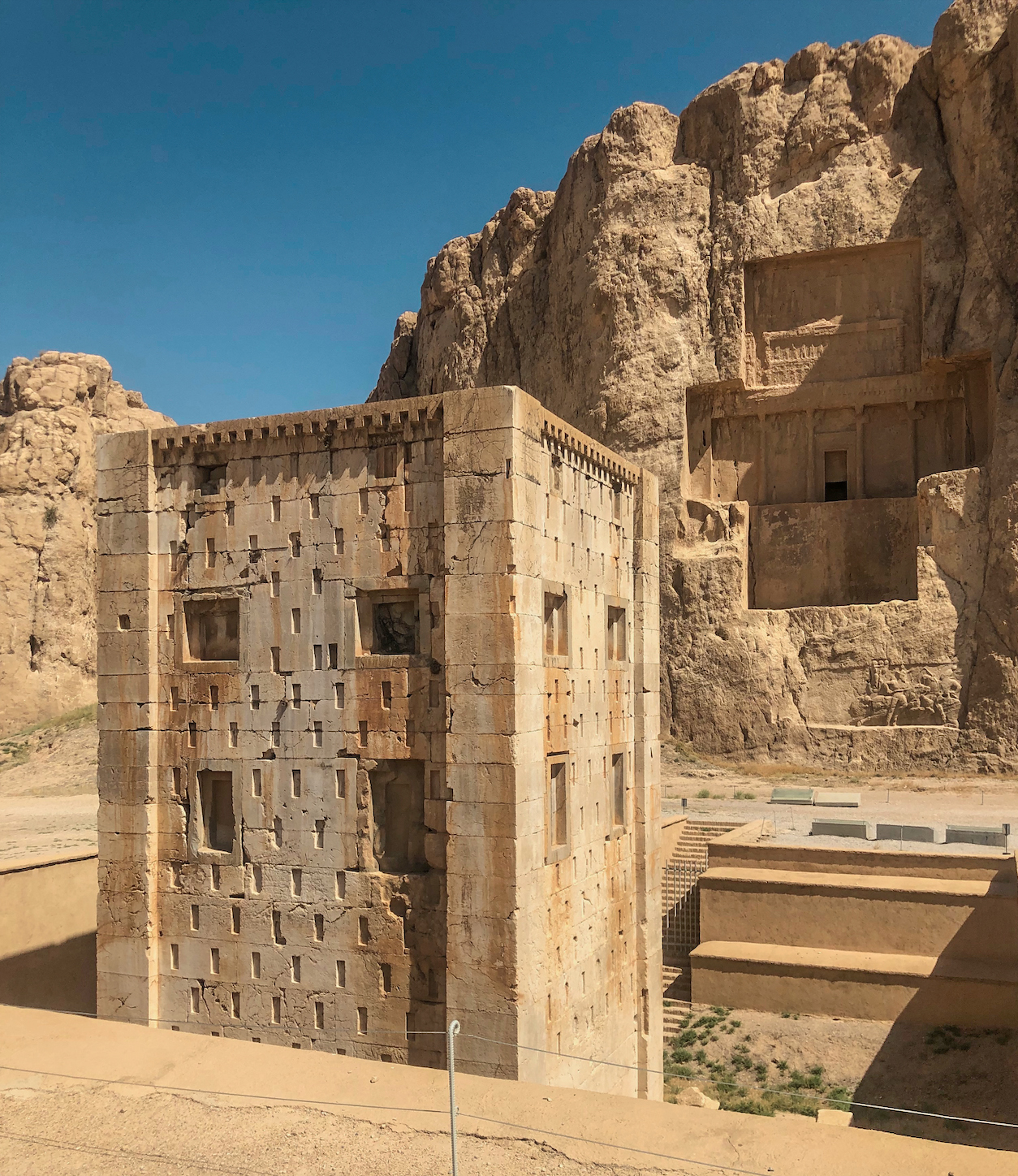
كعبة زرادشت وموقعها من نقش رستم.

ولكن هذه النظرية مرفوضة، لأن قلة التهوية في الحجرة تخنق بسرعة شعلة اللهب التي يشعلها المجوس في طقوسهم الدينية, كما أن هذه الغرفة لا تسع أكثر من ثلاثة أو أربعة أشخاص. ومن غير المحتمل أن يعرف كاتب النقش الغرض من بنائها بعد مرور سبعة قرون على تشييدها.
ثم جاءت نظرية متأخرة لتقرر بأن هذه البناية وشقيقتها باسارغاد كانتا بمثابة خزينة لحفظ الممتلكات والأمتعة الخاصة بالحكام.

يعتبر العلماء اليوم  أن هذا البناء هو قبر لأحد ملوك السلالة الأخمينية, وقد لاحظ كل من إف وسباك وأ. ديماندت بأن ملامح كعبة زرادشت قريبة جدا من الملامح والخصائص التي سردهها المؤرخ اليوناني آريان والرحالة سترابو في وصف قبر كورش الكبير وهو أقرب من أوصاف شقيقتها باسارغاد التي ينسب بنائها إلى هذا الملك.

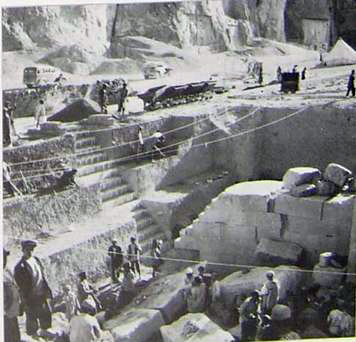
صورة نادرة لكادر جامعة شيكاغو أثناء العمل.

## الكتابات الحفرية
يحيط بالبناء - كما أسلفنا - جدار بني في العهد الساسانيوقد نقشت عليه البعض النقوش التي يمتد زمنها إلى القرن الثالث للميلاد. كتبت هذه النقوش بثلاث لغات هي البهلوية الساسانية والبهلوية الأشكانية واليونانية، نقش تحت إشراف الكاهن الأكبر موبد موبدان، موبذان الموابذة في المصادر العربيّة) المدعوّ كردير هرمزد أو موبد أورمزد يصف فيه ورع الملك أردشير الأول وابنه شابور بن أردشير وما قاما به من أعمال في سبيل الدّين وخاصّة حروبهما مع الرّومان.

## كتاب كرتير في كعبة زرادشت
في سنة 1936م اكتشفت المؤسسة الشرق أوسطية في جامعة شيكاغو كتابة حفرية منقوشة على كعبة زرادشت كتبها كاهن رفيع الدرجة في الديانة المجوسية يسمى كرتير ويسمى هذا النقش في الفارسية بـ (كتيبه كرتير)، وقد اشتملت هذه الكتابة على 19 مادة، وملخصها كالتالي: في بدايتها يعرف كرتير بنفسه، ثم يورد ألقابه المتعارفة في تلك الحقبة من الزمن، فيذكر أن لقبه هو هربد وهو لقب يمنح للكاهن ويعبر عن درجة دينية في الديانة المجوسية، ثم يصف كما ذكرنا سابقا ورع الملك أردشير الأول وابنه شابور بن أردشير وما قاما به من أعمال في سبيل الدّين وخاصّة حروبهما مع الرّومان. ثم يقول مخاطبا الملك: (وإنّي كارتر (Karter) أعلنت عن حزني وأسفي منذ البداية للآلهة والملوك ولروحي، فجعلت النّيران والمجوسيّة مزدهرة في مملكة فارس وفي مملكة "أنيران" (Aniran) أيضا. […] وقمت بطرد عقائد أهريمان والشّياطين من المملكة، وانتصرتُ على اليهود والبوذيّين والبراهمان والنّصارى والمسيحيّين والمندائيّين والمانويّين".) ثم يذكر على نحو الافتخار البلاد والمدن التي أستولى عليها شابور الأول, ويختم الكتيبة بالدعاء له والعبادة من أجله.

## وصلات خارجية
- فلم من اليوتيوب يصوّر جولة سياحية في نقش رستم وتظهر فيه كعبة زرادشت, أضغط هنا للمشاهدة على يوتيوب(مدة الفلم: دقيقة و6 ثانية).

## مقالات ذات علاقة
- العمارة الإيرانية
- نقش رستم
- باسارغاد
- أخمينيون
- كورش الكبير